# Aposiopes
Aposiopes är en retorisk stilfigur som innebär att man mitt i en mening väljer att avsluta det aktuella och lämna sammanhanget oklart, utan ett slut. Det kan handla om både tal och skrift. Talaren eller författaren avbryter medvetet sig själv för att lämna sitt påstående eller sin tanke oavslutad. Begreppets betydelse liknar interruptio och dubitatio som även dessa anknyter till att tvivel och osäkerhet medvetet skapas av den talande eller skrivande. Aposiopes kommer från grekiskans aposiōʹpēsis som betyder "tystnad", "förstummande".

## Syfte
När man väljer att använda sig av aposiopes i tal eller skrift är det ofta i syfte att skapa dramatisk spänning eller för att få åhöraren eller läsaren själv att fylla det tomrum som skapats. Aposiopes bjuder därför genom tal och skrift in åhörare och läsare att själva göra en tolkning och fylla det tomrum som lämnats med något passande för var och en. Den doxa som var och än besitter kan med fantasi och kunskap ge uttryck för det utelämnade slutet. 

## Användning
Detta stilgrepp kan användas inom flera olika sammanhang. Dels kommer aposiopes i uttryck när en talare eller skribent vill indikera på att det finns mer att säga, men istället avslutar mitt i meningen för att avslutet antingen är olämpligt, inte kan lyftas fram eller då man vill lämna utrymme för åhörarna eller läsarna att tolka ett eget slut. Aposiopes kan synas i en mängd olika tal och framföranden. Främst är stilgreppet ett användbart verktyg att ta till när man vill få sin publik eller läsarna att hålla intresset och nyfikenheten vid liv. När man vill uttrycka en känslomässig påfrestning eller visa på att något är svårt att prata om kan aposiopes som stilgrepp tydligt ge publiken en antydan om vad skribenten eller talaren känner vilket gör olika sammanhang mer mänskliga och även uppriktiga.
Aposiopes kan uttryckas i tal respektive text och det finns flera olika exempel. "Om du bara visste vad jag...", är en mening som tvärt avslutas. Man väntar sig en fortsättning och blir lite förvirrad när meningen sedan fortsätter med något nytt. "Nej, men vi går vidare istället och ser till helgens bravader". När denna mening följer av meningen innan har åhörarna respektive läsarna inte fått något svar kring "Om du bara visste vad jag" i och med att meningen avslutades. Därigenom får var och en göra en tolkning och själva fylla på med ett slut. Detta gör textens eller talets kontext och framförande alltmer intressant och engagerat.